# Украина — Вперёд!
«Украина — Вперёд!» (укр. Україна — Вперед!) — украинская официально зарегистрированная социал-демократическая политическая партия, возглавляемая Наталией Королевской. С момента создания в 1998 году и по 2012 год называлась Украинской социал-демократической партией. Полное название с марта 2012 года: «Партия Наталии Королевской „Украина — Вперёд!“» (укр. Партія Наталії Королевської «Україна — Вперед!»).

## История

### Предыстория
В 1994 году министр юстиции Украины Василий Онопенко создал и возглавил Партию прав человека, которая в январе 1995 года объединилась с Украинской партией справедливости и Социал-демократической партией в СДПУ.
Съезд объединённой партии, который состоялся в январе 1995 года, избрал своим лидером Василия Онопенко. В 1996 году партия сменила название на Социал-демократическая партия Украины (объединённая) (СДПУ(о)).

### Украинская социал-демократическая партия

Логотип Украинской социал-демократической партии

Непосредственно УСДП была создана 3 октября 1998 года, после того как 13 областных организаций СДПУ(о) вышли из её состава. Председателем партии был избран народный депутат Украины Василий Онопенко. 11 декабря 1998 года УСДП была зарегистрирована министерством юстиции.
9 февраля 2001 года УСДП вместе с «Батькивщиной» и другими партиями подписала декларацию о создании избирательного блока демократической оппозиции «Форум национального спасения». 22 декабря 2001 года съезд УСДП принял решение об участии партии в парламентских выборах в составе Блока Юлии Тимошенко.
26 ноября 2005 года было подписано политическое соглашение о создании избирательного блока партий «Батькивщина» и УСДП — «Блока Юлии Тимошенко».
4 ноября 2006 года съезд избрал главой УСДП депутата Верховной рады Евгения Корнейчука, который с апреля 2005 года возглавлял киевскую городскую партийную организацию УСДП.
11 апреля 2007 года съезд УСДП принял решение создать вместе с «Батькивщиной» и партией «Реформы и порядок» избирательный блок партий — «Блок Юлии Тимошенко» для участия в досрочных парламентских выборах.
22 декабря 2010 года Генеральная прокуратура Украины провела обыск в центральном офисе партии. Председатель партии Евгений Корнийчук был взят под стражу по обвинению в коррупционных действиях во время работы 1-м заместителем министра юстиции Украины.
23 декабря 2011 года лидером партии стала Наталия Королевская.

### «Украина — Вперёд!»
14 марта 2012 года лидер партии Королевская была исключена из фракции «Блок Юлии Тимошенко — „Батькивщина“» (ранее фракция БЮТ) в Верховной раде. Народный депутат от БЮТ Андрей Сенченко заявил: «УСДП, начиная с местных выборов 2010 года, действует явно по указанию Банковой и поэтому фактически не является нашим политическим союзником на выборах». В тот же день партия заявила на своём официальном сайте: «Мы глубоко возмущены и шокированы предательством со стороны руководства фракции „БЮТ-Батькивщина“». Из-за этих событий партия также покинула Комитет сопротивления диктатуре, но Королевская заверила, что партия по-прежнему находится «в оппозиции к нынешнему режиму — режиму Януковича».
15 марта 2012 года Украинская социал-демократическая партия была исключена из Блока Юлии Тимошенко по обвинению в «сотрудничестве с администрацией президента и правящим режимом». Комментируя обвинения в сотрудничестве с администрацией президента, Королевская напомнила, что её соратник Алексей Логвиненко обращался к членам фракции БЮТ с требованием предоставить факты сотрудничества с действующие властью. «Он высказал предложение: если будет предъявлен хоть один факт моего кулуарного сотрудничества с действующим режимом — он и наша команда сложим депутатские мандаты. Никаких фактов не было предъявлено, все это осталось голословными обвинениями», — подчеркнула Королевская.
После исключения Королевская заявила: «Решения об исключении меня из фракции, а нашей партии — из Блока — самостоятельно были приняты Турчиновым и Кожемякиным и не были согласованы с Юлией Тимошенко». Позднее в эфире телеканала «Интер» Александр Турчинов подтвердил эту информацию и заявил, что существуют серьезные проблемы при коммуникации с Юлией Тимошенко.
22 марта 2012 года на партийном съезде партия была переименована в «Партию Наталии Королевской „Украина — Вперёд!“» (укр. Партія Наталії Королевської «Україна — Вперед!»). К Королевской присоединились её соратники из «Батькивщины». Партия заявила о намерении участвовать в парламентских выборах 2012 года.
По заявлению Королевской в сентябре 2012 года: «могу сказать точно, с кем мы точно не будем объединяться в следующем парламенте», она указала Партию регионов, КПУ и «Свободу». (Она заявляла ранее, 11.09.12, «могу сказать однозначно, что мы не будем объединяться с Партией регионов, мы не объединяться с партией коммунистов».) "Мы видим перспективу в объединении с партией «УДАР» (партия В. Кличко — Прим.). (В апреле того же года она заявляла о партии Виталия Кличко: «Я уверена, что и он, и наша политическая сила, прейдя в парламент, объединимся в единое демократическое большинство… Мы однозначно находимся с ним в одной лодке».) «Мы несомненно против Януковича, мы будем голосовать за закон об импичменте».

## Рейтинг партии по результатам соцопросов и на выборах
- По результатам соцопроса, проведённого Центром Разумкова с 14 по 19 апреля 2012 года, за партию на парламентских выборах 2012 года проголосовало бы 5,4% тех респондентов, которые намереваются прийти на выборы[10].
- По результатам соцопроса, проведённого компанией Нью Имидж Груп с 27 апреля по 8 мая 2012 года, 5,7% респондентов проголосовали бы на выборах за партию «Украина — Вперед!»[11].
- По результатам парламентских выборов 2012 года, за партию проголосовало 322202 или 1,58 % избирателей.